# Red "Sentinelles"
El réseau Sentinelles (literalmente red Centinelas) es una red formada por 1260 médicos generales (2% del total de Francia metropolitana) distribuidos en todo el territorio francés, quienes participan en forma voluntaria y benévola. Los médicos participantes son conocidos como médicos "Sentinelles". La red fue creada en 1984 por el Profesor Alain-Jacques Valleron, y es animada actualmente por la unidad mixta de investigación en salud UMR-S 707 del Inserm (Instituto Nacional de la Salud y la Investigación Médica) y la Universidad Pierre et Marie Curie. El objetivo de esta red es la vigilancia de 14 indicadores de [salud]. 

## La vigilancia continua de 14 indicadores de salud
Este sistema nacional de vigilancia permite la colecta, el análisis, el pronóstico y la redistribución en tiempo real de los datos epidemiológicos provenientes de la actividad de médicos generales. Se integra a los dispositivos desarrollados por el InVS (Instituto de Vigilia Sanitaria).
Los 14 indicadores de salud corresponden a 
11 enfermedades infecciosas:
- síndrome gripal, a partir de 1984
- diarrea aguda (gastroenteritis) a partir de 1990
- sarampión, a partir de 1984
- paperas, a partir de 1985
- varicela, a partir de 1990
- herpes zóster ("culebrilla"), a partir de 2004
- uretritis masculina
- hepatitis A, B y C, a partir de 2000

3 indicadores no infecciosos
- crisis asmática, a partir de 2002
- tentativas de suicidio, a partir de 1999
- hospitalización, a partir de 1997

En lo que concierne a la gripe, la gastroenteritis y la varicela, la vigilancia del réseau Sentinelles permite detectar y alertar precozmente acerca del arribo de las epidemias a escala nacional y regional.
Los datos, no nominativos, son transmitidos via Internet por los médicos Sentinelles alimentando así una base de datos (Sistema de Información Geográfica). Un boletín de frecuencia semanal es editado (SentiwebHebdo) es editado todo los martes, publicado en el portal internet del réseau Sentinelles (sentiweb), y difundido por correo electrónico a más de 4.000 abonados (inscripción gratuita) así como a los principales medios de difusión franceses. Por otra parte, un Informe Anual conteniendo todos los datos es editado y puesto en línea en el portal sentiweb.
El réseau Sentinelles es además Centro Colaborador de la Organización Mundial de la Salud (OMS) para la vigilancia electrónica de enfermedades infecciosas.

## Actividad deepidemiología descriptiva
Los médicos "Sentinelles" participan regularmente de encuestas puntuales sobre un tema particular vinculado a la salud. Las encuestas se llevan a cabo bajo las normas de buena prácticas editadas por la Asociación de Epidemiólogos de Lengua Francesa (ADELF). Todas las encuestas redundan en un informe final el que es puesto en línea en sentiweb (sección "documentation/enquêtes ponctuelles"). 	 